# Liste des évêques de Rockville Centre
Cette page présente la liste des évêques de Rockville Centre  dans l'État de New York, aux États-Unis. 
Le diocèse de Rockville Centre (Dioecesis Petropolitana in Insula Longa), est érigé le 6 avril 1957, par détachement de celui de Brooklyn.

## Sont évêques
- 16 avril 1957-3 mai 1976 : Walter Kellenberg (Walter Philip Kellenberg)
- 3 mai 1976-4 janvier 2000 : John McGann (John Raymond McGann)
- 4 janvier 2000-† 10 décembre 2000 : James McHugh (James Thomas McHugh)
- 26 juin 2001-9 décembre 2016 : William Murphy (William Francis Murphy)
- depuis le 9 décembre 2016 :  John Barres ( John Oliver Barres)

## Sources
- Fiche du diocèse sur catholic-hierarchy.org